# Miriwoong
Miriwoong (Miriwung) és una llengua indígena australiana en risc d'extinció, parlada per una vintena de persones, la majoraria habitants de la zona de Kununurra a Austràlia Occidental. El miriwoong va desenvolupar una llengua de signes relacionada.